# Albert De Vos (geestelijke)

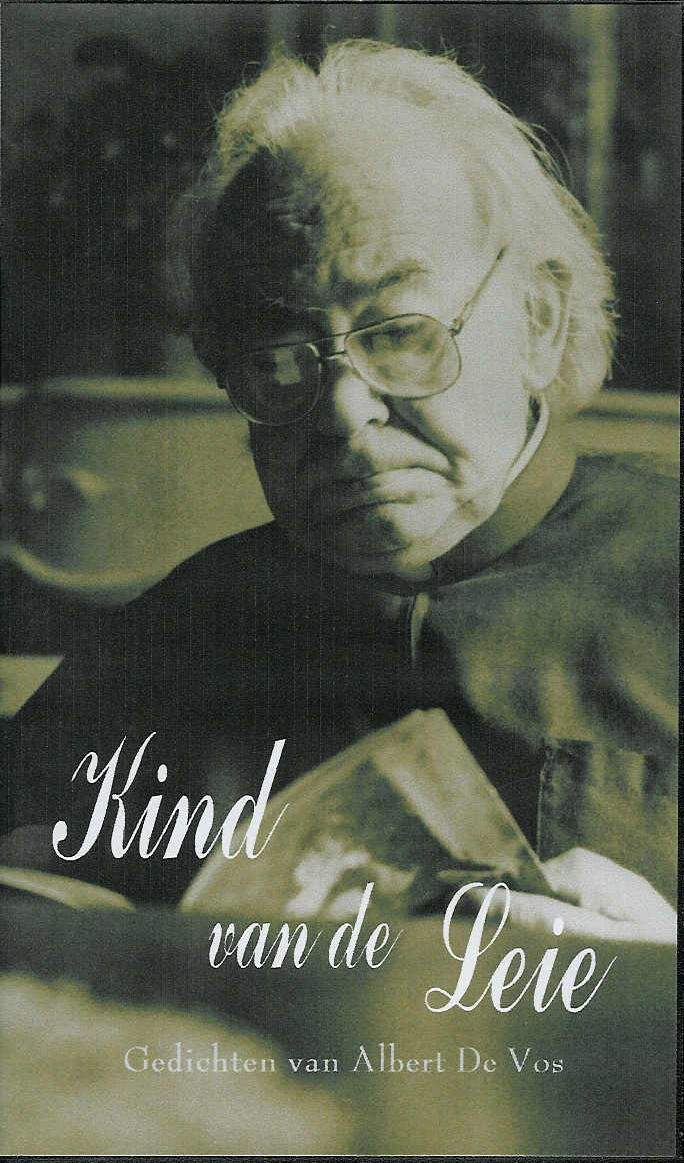
Albert De Vos.

Albert De Vos (Grammene (Deinze), 15 april 1920 – Wannegem-Lede (Kruishoutem), 5 juli 2005) was een priester-dichter die vanaf 1968 pastoor was van Wannegem.

## Dichter
Eerst als schrijver van verzen voor bidprentjes werd hij gaandeweg een volwaardig dichter die niet minder dan 14 dichtbundels uitgaf. Enkele tijd voor zijn dood werd hij nog gehuldigd met de Doctor Ferdinand Snellaertprijs, een onderscheiding die door de Vereniging van Vlaamsnationale Auteurs wordt uitgereikt.
In 2004 werd de videocassette Kind van de Leie gemaakt met daarop een 40-tal gedichten van Albert De Vos voorgedragen door Jef Burm, Marijn Devalck, Will Ferdy, Gerard Hollaert, Hilde Van der Donckt, William Van Hove, Gerard Vekeman en Willem Vermandere; in een presentatie van Ro Burms.

## Straat
Samen met volkszanger Gerard Vekeman gaf hij de dichtbundel Zin en Humor uit.
Albert De Vos kreeg in zijn eigen Wannegem-Lede postuum een straat naar hem genoemd, de Pastoor De Vosstraat.
- Digitale Bibliotheek voor de Nederlandse Letteren: vos_003
- International Standard Name Identifier: 0000 0000 7742 0143
- Library of Congress Control Number: no2010051858
- Nederlandse Thesaurus van Auteursnamen: 068309147
- Virtual International Authority File: 108117605
- WorldCat: E39PBJyMck4cvWKVjgQkgbVcT3